# Psectrocladius sphagnicola
Psectrocladius sphagnicola är en tvåvingeart som beskrevs av Jean-Jacques Kieffer 1924. Psectrocladius sphagnicola ingår i släktet Psectrocladius och familjen fjädermyggor.
Artens utbredningsområde är Estland. Inga underarter finns listade i Catalogue of Life.